# Pierre-Augustin Robert de Saint-Vincent
Pour les autres membres de la famille, voir Famille Robert de Saint-Vincent.
Pierre-Augustin Robert, vicomte de Saint Vincent et de Fessard, est un magistrat janséniste et contre-révolutionnaire français, né à Paris le 15 juillet 1725 et mort à Brunswick le 29 décembre 1799.

## Biographie

### Un magistrat janséniste
Petit-fils de l'avocat Louis Nivelle (1638-1717) et de Pierre Robert de Saint-Martin (1643-1727), et fils d'un conseiller au Grand Conseil et doyen des requêtes au Palais, Pierre-Augustin Robert de Saint-Vincent succède à son père comme conseiller au Parlement de Paris le 22 janvier 1748, puis passa à la Grand'Chambre.
En 1754, il épouse Élisabeth Jogues de Guédreville (1731-1796), d'une famille d'Orléans, fille d'Augustin-Guillaume Jogues, seigneur de Guédreville et de Poinville, et de Marie-Élisabeth Masson de Plissay, et cousine germaine de Jérôme-Pélagie Masson de Meslay.
Janséniste, il se fait une grande réputation comme grand défenseur de la monarchie traditionnelle, malgré son opposition à l'absolutisme et au despotisme ministériel, et de l'Église gallicane.
Dans l'affaire du collier de la reine, il permet l'adoption de l'arrêt favorable au cardinal de Rohan.
Il rédige en 1787 une Réclamation du Parlement en faveur des protestants de France, défendant l’octroi d’un état civil aux protestants et le retour à l'édit de Nantes.
Le 2 juillet 1787, lors de débats sur l’extension des droits de timbre au Parlement de Paris, Pierre-Augustin Robert de Saint Vincent, l'un des chefs de file de l’opposition à la réforme fiscale, reprend vigoureusement le comte d'Artois quant à la référence que fait celui-ci au système anglais pour défendre le bien-fondé de la réforme.
Il s'oppose aux emprunts demandés par Louis XVI le 19 novembre 1787, et est même arrêté le 21 novembre 1788.

### L'opposition immédiate à la Révolution
Le 13 juillet 1789, il assiste à Argenteuil aux funérailles du marquis de Mirabeau dont il est l'exécuteur testamentaire.
Il est à l'origine de la proposition du Parlement de demander la tenue des États généraux, « en suivant la forme observée en 1614 », malgré les protestations de Duport. Il soutient la position des princes du sang qui dès le 12 décembre avaient remis au roi un mémoire qui défendait le vote par ordre et la délibération séparée, et donc anéantissait les effets virtuels du doublement du Tiers. Il s'oppose à la Révolution, dont il est persuadé qu'elle aura « la plus funeste issue » et qu'il perçoit comme une trahison et un complot jésuite, et se rapproche de la contre-révolution.
Il quitte Paris pour se retirer sur ses terres de Fessard en septembre 1789.
Dans une lettre du 21 septembre 1789, il dénonce le positionnement de la Société des Trente, dont il a sans doute assisté aux premières réunions en novembre 1788 :
« Voilà ce que nous avons vu se former, se cimenter, se fortifier cet hiver depuis l’idée des États généraux chez M. Duport, conseiller au Parlement, rue du Grand Chantier au marais. C’est là où se sont réunis Target, La Fayette, Mathieu de Montmorency, La Rochefoucauld le duc, le vicomte de Noailles, et autres très connus pour avoir conçu le projet de détruire, comme le dit Target, huit siècles de préjugés en huit séances d’États généraux. Remarquons, je vous prie, que la plupart de tous ces convives n’ont d’autre religion que la religion nouvelle, d’autre catéchisme que celui de Jean-Jacques, d’autre projet que de regarder la France comme un terrain tout neuf […]. »
À cette même époque, il s'oppose également à l'avocat Guy-Jean-Baptiste Target, avec qui il avait mené le combat contre la réforme Maupeou, se désole du chemin pris par les jeunes parlementaires et d'une partie du Clergé, notamment son ami l'abbé Clément.
En novembre 1789, il écrit : « Je louerai fort le Parlement de périr en même temps que l’autorité et la liberté personnelle du roi. C’est le plus superbe de tous les épitaphes. ».
Il serait, avec Jean-Jacques Duval d'Eprémesnil, l'un des principaux rédacteurs d'une protestation secrète de la Grand’Chambre en date du 6 avril 1790, protestation « conjointe et uniforme contre toutes les entreprises de l'Assemblée nationale et la destruction prochaine de la royauté à laquelle il était impossible de ne pas voir qu'on cheminait à grands pas ».
Associé par Pierre-Jacques Lemaître, il prend part au « complot de Lyon », un plan d’évasion, qui prévoyait la fuite du roi vers Lyon où il aurait été rejoint par une armée piémontaise, des troupes suisses et espagnoles. Ce projet, rejeté et publiquement dénoncé par le roi, n'eut jamais eu lieu.

### L'émigration
En décembre 1790, contraint à l'émigration, il se rend à Genève, accompagné de son épouse, son fils Pierre-Antoine Robert de Saint Vincent et son gendre Jean-Michel Le Chanteur, tous deux magistrats, qui avaient également pris part au projet de Lyon. 
À Genève, il se met au service des princes, où Condé l'envoie rejoindre le comte d'Artois à Mayence, qui le nomme à son conseil.
Après que le roi Louis XVI soit fait enfermé au Temple, Robert de Saint-Vincent défend en conseil l'idée de confier la régence du Royaume au frère du roi, mais elle sera repoussée par celui-ci.
Il se rend ensuite à Leuze, avant d'être convoqué par les princes à Coblence au moment de l'entrée en guerre. Il est alors envoyé à Luxembourg afin de réunir d'anciens magistrats. 
Se rendant à Liège, le prince de Liège lui demande de quitter la région, entraînant la réaction du comte de Provence. Robert se rend ensuite à Utrecht, où il reçoit le soutien de l'« Église d'Utrecht », ce qui lui vaut l'opposition de Barentin et d'Aligre.
Il meurt à Brunswick, en émigration.
Il était également propriétaire du château de Saint-Maurice-sur-Fessard.

## Publications
- Observations modestes d'un citoyen, sur les opérations de finances de M. Necker, et sur son compte rendu, adressées à MM. les pacifiques auteurs des Comment? des Pourquoi? & autres pamphlets anonymes (1781) Lire en ligne
- Dénonciation du nouveau rituel de Paris, aux Chambres assemblées (1786)
- Aux Chambres assemblées (1787)

### Publications
- Monique Cottret, Valérie Guittienne-Mürger, Nicolas Lyon-Caen, Un magistrat janséniste du siècle des Lumières à l'Emigration, Pierre-Augustin Robert de Saint-Vincent, Pessac, Presses universitaires de Bordeaux, coll. « Mémoires Vives », 5 juillet 2012, 838 p. (ISBN 978-2-86781-755-7 et 2-86781-755-2)
- Valérie Guittienne-Mürger, Monique Cottret, Le Journal d’un émigré : Robert de Saint-Vincent entre jansénisme et Contre-Révolution, 2013